# Saincaize-Meauce
Saincaize-Meauce é uma comuna francesa na região administrativa de Borgonha-Franco-Condado, no departamento Nièvre. Estende-se por uma área de 22 km². Em 2010 a comuna tinha 375 habitantes (densidade: 17 hab./km²).